# Emina
Emina je žensko osebno ime.

## Izvor imena
Ime Emina je muslimansko in izhaja iz turškega imena Emine, to pa iz arabske besede ämina v pomenu »poštena; zaupna; častna; zvesta; privržena; pravična«. Moško ime Emin tudi izhaja iz turškega imena Emin, ki se prav tako razlaga iz arabske besede ämin v pomenu »pošten; zaupn; častn; zvest; privržen; pravičn«. Imeni Emin(a) imajo v Sloveniji večinoma muslimanski priseljenci iz republik bivše Jugoslavije in njihovi potomci.

## Različice imena
- ženska različica imena: Emine
- moška različica imena: Emin

## Pogostost imena
Po podatkih Statističnega urada Republike Slovenije je bilo na dan 31. decembra 2007 v Sloveniji število ženskih oseb z imenom Emina: 489.